# Daara J

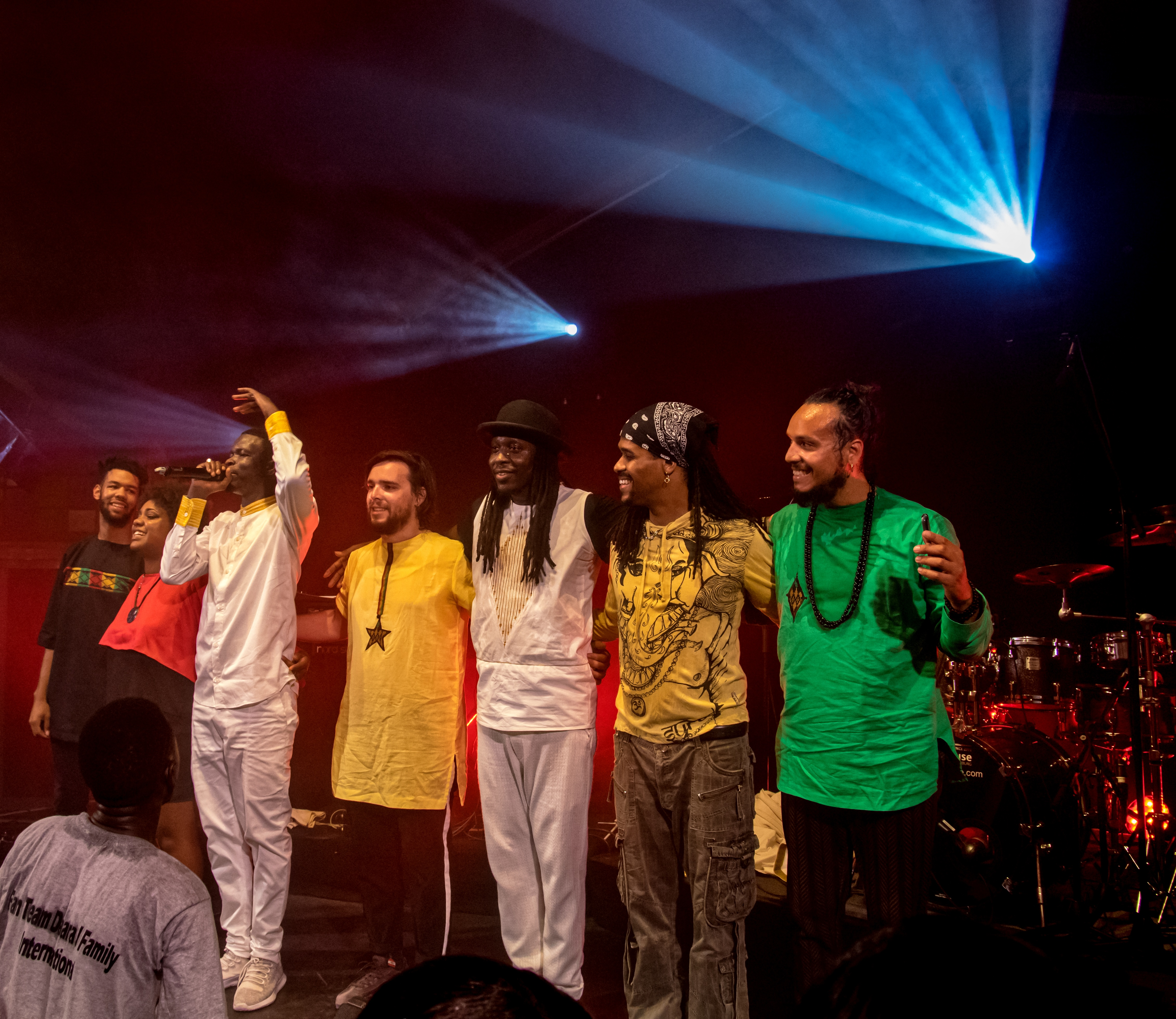
Daara J auf dem ZMF 2018 in Freiburg

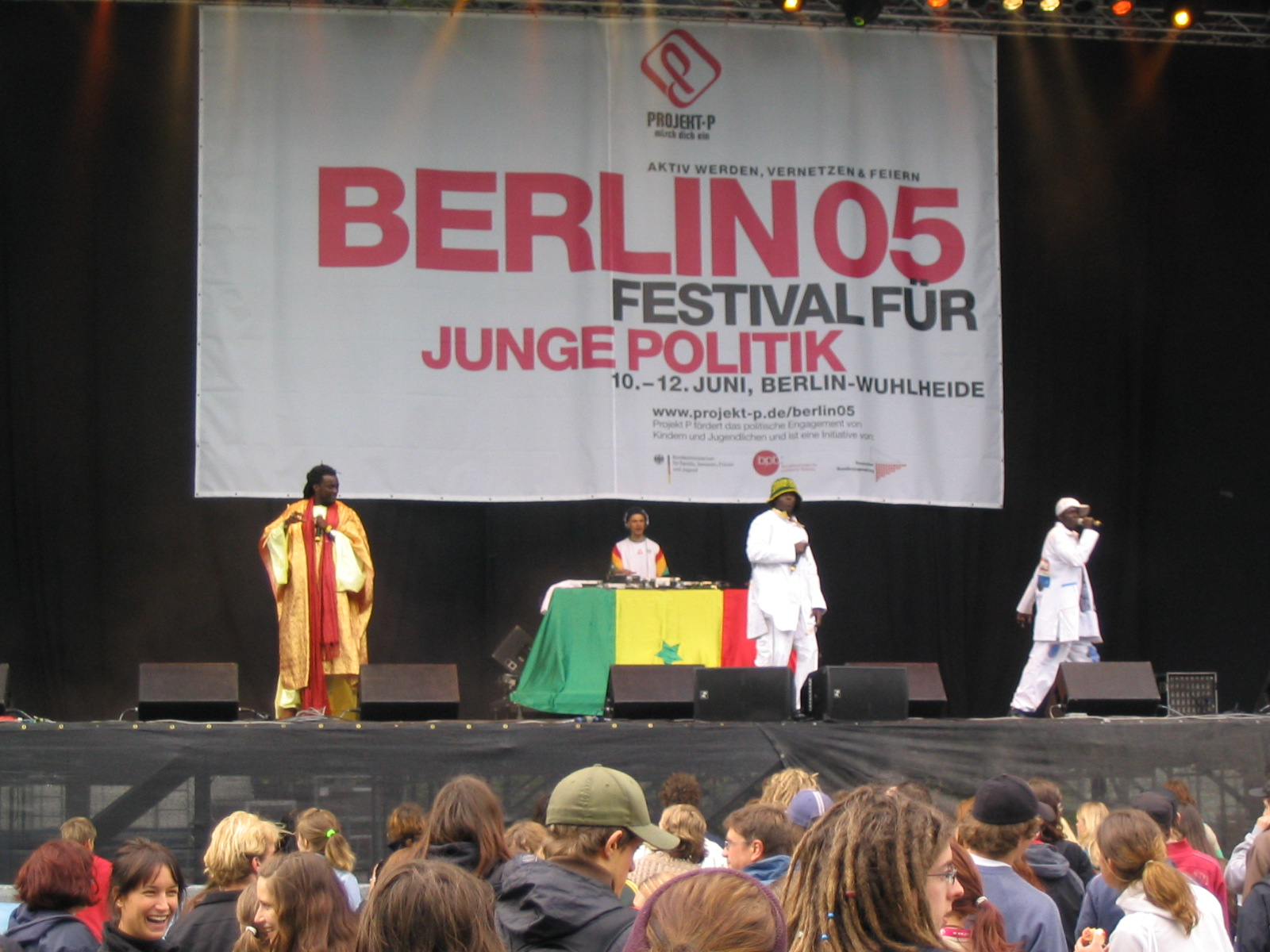
Daara J beim Berlin 05-Festival

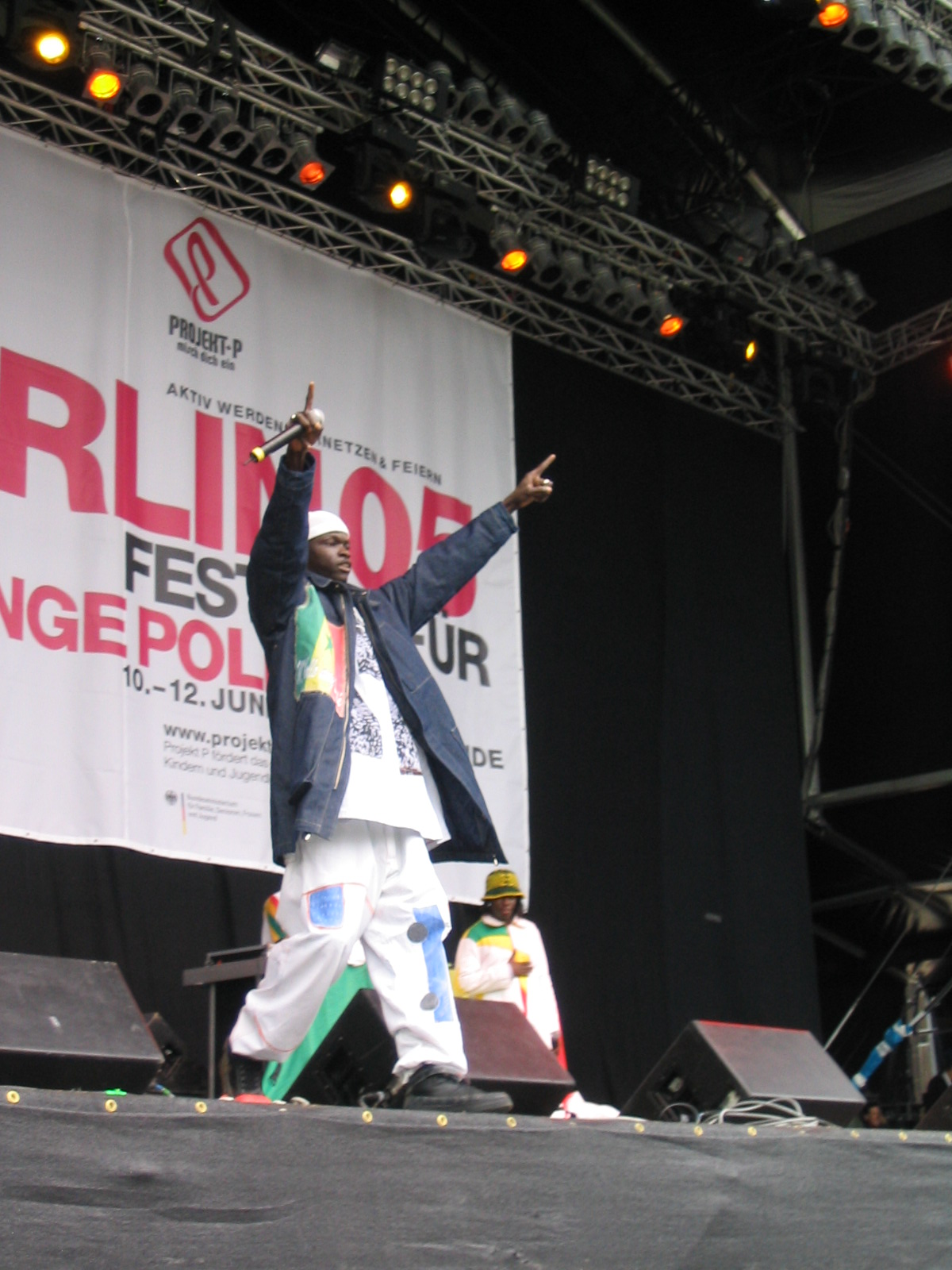
Daara J beim Berlin 05-Festival

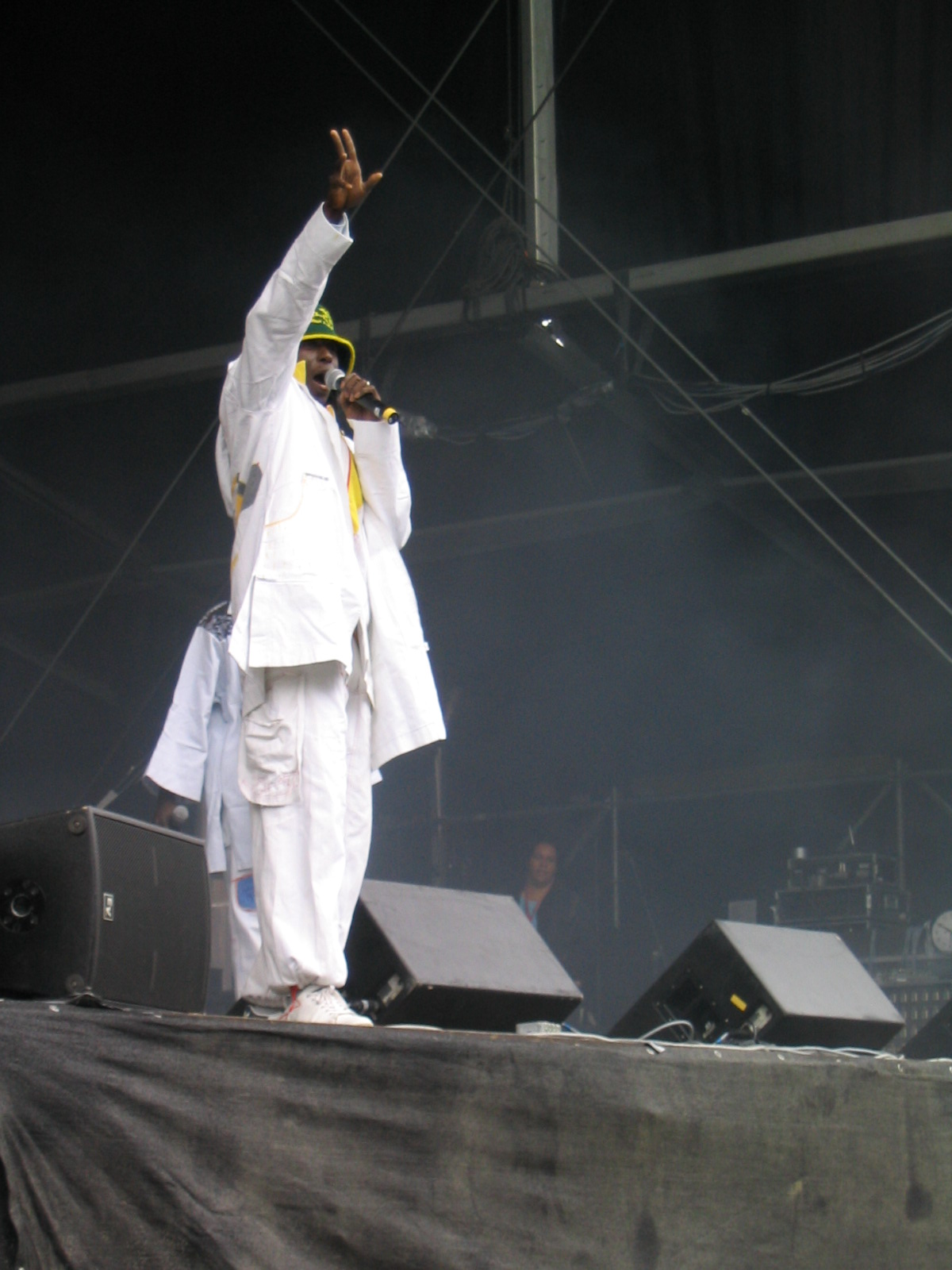
Daara J beim Berlin 05-Festival

Daara J, auch Daara-J (deutsch etwa Schule des Lebens) sind eine Hip-Hop-/Reggae-Gruppe aus dem Senegal. Sie gehören neben Positive Black Soul zu den wichtigsten Vertretern des Seneraps. Mitglieder sind N'Dango D, Aladji Man und Faada Freddy.

## Werdegang
Die Gruppe hatte 1994 ihren ersten Auftritt und veröffentlichte im selben Jahr ihr erstes Tape. 2004 gelang ihnen mit Boomrang die erste Veröffentlichung auf einem westlichen Majorlabel; sie waren daraufhin monatelang in den Weltmusik-Charts diverser Länder vertreten. In der Folge traten sie international auf, etwa bei Live 8 im Eden Project in Cornwall.
Im senegalesischen Präsidentschaftswahlkampf 2000 halfen sie dem Herausforderer Abdoulaye Wade, seine Reden zu schreiben und seine Anti-Korruptions-Plattform zu unterstützen. Eine Aktion, die innerhalb der Szene nicht unumstritten war; insbesondere da nach Meinung der Szene der alte korrupte Präsident zwar erfolgreich abgesetzt wurde, sich unter dem neuen aber auch keine Verbesserung der Lage zeigt.
Seit 2007 tritt die Gruppe unter dem Namen Daara J Family auf.

## Stil
Die Musik der Gruppe basiert auf Einflüssen aus französischem und US-amerikanischem Hip-Hop, Reggae-Musik, Soul, kubanischer Musik und Einflüssen aus traditioneller senegalesischer Musik. Die Gruppe rappt vor allem auf Französisch und Wolof. Im Vergleich zu anderen Senerappern sind sie relativ weit vom US-Hip-Hop entfernt und haben eine größere Nähe zu karibischen und afrikanischen Einflüssen. Sie selbst sagen in ihrem bisher international erfolgreichsten Song Boomrang, Hip-Hop sei in Afrika geboren, in den USA aufgewachsen und komme nun wieder zurück nach Afrika.
Textlich stehen sie eher in der Tradition des afrikanischen Hip Hops, indem sie wesentlich expliziter politisch sind als die meisten ihrer westlichen Kollegen: sie rappen über die Globalisierung, die Gefahren, denen die traditionellen afrikanischen Gesellschaften gegenüberstehen, die Gefährdung der Umwelt oder Spiritualität.

## Diskografie
- 2020: Yaamatele
- 2016: Foundation
- 2010: School Of Life
- 2003: Boomrang (Wrasse Records / Harmonia Mundi)
- 1998: Xalima (Declic)
- 1997: Darra J (Declic)